# اینفانته آلفونسو اسپانیایی، شاهزاده دو سیسیل، دوک کالابریا
اینفانته آلفونسو اسپانیایی، شاهزاده دو سیسیل، دوک کالابریا (زادهٔ ۳۰ نوامبر ۱۹۰۱ -مرگ ۳ فوریه ۱۹۶۴) یکی از دو مقام با عنوان رئیس خانه بوربون-دو سیسیل از سال ۱۹۶۰ تا زمان مرگش در سال ۱۹۶۴ بود. آلفونسو پسر شاهزاده کارلوس بوربون-دو سیسیل (۱۸۷۰–۱۹۴۹) و همسرش، ماریا دلاس مرسدس، شاهزاده آستوریاس (۱۸۸۰–۱۹۰۴) بود. او در مادرید اسپانیا به دنیا آمد و در همان‌جا درگذشت.
مادر آلفونسو ماریا دلاس مرسدس، پرنسس آستوریاس بود، اما او در سال ۱۹۰۴ در هنگام زایمان درگذشت. پادشاه اسپانیا، آلفونسو سیزدهم در آن زمان ازدواج نکرده بود، به طوری که شاهزاده خانم آستوریاس، آلفونسو، وارث فرضی تاج و تخت اسپانیا شد. اگرچه برخلاف مادرش، او هرگز لقب شاهزاده آستوریاس را نداشت. او تا زمان تولد پسر عمویش، آلفونسو در سال ۱۹۰۷، وارث فرضی آلفونسو سیزدهم و ملکه ویکتوریا یوجنی بود.